# Reuzenzwartkopmeeuw
De reuzenzwartkopmeeuw (Ichthyaetus ichthyaetus synoniem: Larus  ichthyaetus) is een zeer grote vogel uit de familie van de meeuwen (Laridae). Tot voor kort werd de soort bij het geslacht Larus ingedeeld, maar aan de hand van onderzoek aan mitochondriaal DNA is gebleken dat dit niet correct is.

## Kenmerken
De reuzenzwartkopmeeuw wordt 58-67 centimeter en is daarmee groter dan de zilvermeeuw. Hij heeft lange gele poten en een lange, gele, stevige snavel met rode stip en een zwart dwarsbandje. In zomerkleed hebben ze een zwarte kop en vleugelpunten, een wit lichaam, grijs verenkleed en witte oogleden. In winterkleed geen zwarte kop, maar slechts een zwarte oorstreek als bij zwartkopmeeuw. Juveniele vogels hebben een bruine borst, witte onderdelen, geschubde bovendelen en een zwarte eindband aan de staart.

## Verspreiding en leefgebied
De reuzenzwartkopmeeuw broedt op eilandjes in meren en lagunen, gelegen in steppes en halfwoestijnen van Centraal-Azië tot de Zwarte Zee, soms broedt hij ook op bergplateaus. Ze overwinteren in het Midden-Oosten en Zuidwest-Azië, buiten de broedtijd leven ze langs kusten in het binnenland. De herfsttrek vindt plaats in oktober en november, in februari en maart keren ze weer terug naar hun broedgebied. 

### Voorkomen in Europa
In Midden-Europa een schaarse, maar bijna jaarlijkse wintergast. In West-Europa een zeldzame dwaalgast. Ook gezien in België en Nederland. In Nederland maar twee keer tussen 1940 en 2021.

### Broeden
Reuzenzwartkopmeeuwen broeden in kolonies die erg variëren in grootte , van tien paren tot enkele duizenden paren. Het niet beklede nest wordt gemaakt tussen laaggroeiende vegetatie op de grond. De 2-3 eieren worden in april of mei gelegd, ze zijn groengrijs van kleur met grijze en bruine vlekken. Beide ouders broeden en na 23-29 dagen komen de eieren uit. De jongen kunnen na ongeveer 45 dagen vliegen.

### Voedsel
Reuzenzwartkopmeeuwen eten vooral vissen, krabben en kreeftachtigen, maar ook kleine zoogdieren, hagedissen, eieren en insecten.

## Status
De reuzenzwartkopmeeuw heeft een groot verspreidingsgebied en daardoor is de kans op de status kwetsbaar (voor uitsterven) gering. De grootte van de populatie is in 2015 geschat op 125.000 - 1.100.00 vogels. De trend is toenemend, daarom staat deze meeuw als niet bedreigd op de Rode Lijst van de IUCN.

## Afbeeldingen

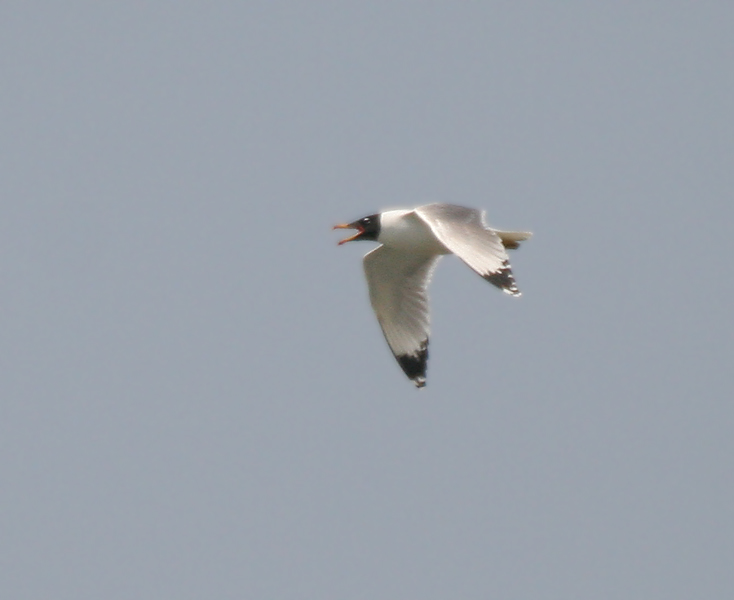
Volwassen reuzenzwartkopmeeuw in vlucht.

## Gelijkende soorten
- Zwartkopmeeuw